# Pulli (Misso)
Pulli – wieś w Estonii, w prowincji Võru, w gminie Misso.